# Defenders (Irlanda)
Los Defenders (en español, los defensores) fueron un grupo de combatientes católicos, surgido para protegerse de los ataques de los Peep O'Day Boys. Formado en 1784 en el condado de Armagh, carecían de un liderazgo centralizado, y estaban organizados en células locales difusamente conectadas. A pesar de que la afluencia de miembros al grupo era notable, carecían de armas para equipar a todos los combatientes.
En 1793 fueron derrotados en Drumkeerin. Sin embargo, la posterior represión hizo que se levantaran de nuevo en 1795, hasta su derrota final en la batalla del Diamante, de la que salieron victoriosos los Peep O'Day Boys.
- Datos: Q1182602